# Municipio de Pleasant Grove (Minnesota)
El municipio de Pleasant Grove (en inglés: Pleasant Grove Township) es un municipio ubicado en el condado de Olmsted en el estado estadounidense de Minnesota. En el año 2010 tenía una población de 806 habitantes y una densidad poblacional de 8,69 personas por km².

## Geografía
El municipio de Pleasant Grove se encuentra ubicado en las coordenadas 43°53′29″N 92°22′42″O / 43.89139, -92.37833. Según la Oficina del Censo de los Estados Unidos, el municipio tiene una superficie total de 92.76 km², de la cual 92,75 km² corresponden a tierra firme y (0 %) 0 km² es agua.

## Demografía
Según el censo de 2010, había 806 personas residiendo en el municipio de Pleasant Grove. La densidad de población era de 8,69 hab./km². De los 806 habitantes, el municipio de Pleasant Grove estaba compuesto por el 97,64 % blancos, el 0,62 % eran afroamericanos, el 0,62 % eran asiáticos, el 0,12 % eran de otras razas y el 0,99 % eran de una mezcla de razas. Del total de la población el 0,5 % eran hispanos o latinos de cualquier raza.